# Бенджі Грегорі
Бе́нджі Гре́горі, Бенджамін Грегорі Герцберг (англ. Benji Gregory, Benjamin Gregory Hertzberg; 26 травня 1978, Панорама-Сіті, Каліфорнія — 13 червня 2024, Пеорія, Аризона) — американський актор, найбільш відомий за роллю Браяна Таннера у телесеріалі «Альф».

## Життєпис
Грав у кількох серіалах, серед яких «Острів Фантазій» (Fantasy Island, 1978), «Команда А» (The A-Team, 1983), «Ті-Джей Гукер» (T.J. Hooker, 1982), «Дивовижні історії» (Amazing Stories, 1985), «Сутінкова зона» (The Twilight Zone, 1985) і «Містер Буджеді» (Mr. Boogedy, 1986). Також Бенджі з'явився в фільмі «Джек-стрибунець» (Jumpin' Jack Flash, 1986).
Бенджі вступив до коледжу Академії Мистецтв в Сан Франциско, Каліфорнія, після чого більше не знімався.
2003 року Грегорі записався на службу до ВМС США і закінчив навчання за спеціальністю метеоролога. Під час служби його було призначено на авіаносець "Карл Вінсон" (CVN-70). Після завершення служби за медичними показаннями 2006 року він одружився.

## Останні роки
Протягом останніх років життя останні роки Грегорі страждав на депресію, біполярні розлади і розлади сну.
13 червня 2024 року актор був знайдений мертвим зі своїм службовим собакою в автомобілі в місті Пеорія, штат Аризона.